# Okręty podwodne typu O-11
Okręty podwodne typu O-11 – amerykański typ okrętów podwodnych projektu stoczni Lake Torpedo Boat. Okręty zbudowane przez stocznię California Shipbuilding oraz zakład Simona Lake'a Lake Torpedo Boat, były typowymi dla konstrukcji tej ostatniej jednostkami dwukadłubowymi, ze sterami głębokości umieszczonymi w śródokręciu oraz szerokimi rufami. Jednostki te zostały wycofane ze służby w roku 1930.